# Casa Baird
La casa Baird (en inglés: Baird House) es una casa histórica ubicada en Opa-locka, Florida. La casa Baird se encuentra inscrita en el Registro Nacional de Lugares Históricos desde el 17 de agosto de 1987.

## Ubicación
La Casa Baird se encuentra dentro del condado de Miami-Dade en las coordenadas 25°54′11″N 80°15′22″O / 25.903056, -80.256111.